# JaKeenan Gant
Pour les articles homonymes, voir Gant.
JaKeenan Tyelle Gant, né le 6 mai 1996 à Springfield, Géorgie, est un joueur américain de basket-ball évoluant au poste d'ailier fort.

## Biographie

### Carrière universitaire
Entre 2014 et 2016, il joue pour les Tigers de l'université du Missouri à Columbia.
Entre 2017 et 2019, il joue pour les Ragin' Cajuns à l'université de Louisiane à Lafayette.

### Carrière professionnelle

#### Mad Ants de Fort Wayne (2019-2020)
Le 20 juin 2019, automatique éligible à la draft 2019 de la NBA, il n'est pas sélectionné.
Le 1er juillet 2019, il signe un contrat avec les Pacers de l'Indiana. Il participe à la NBA Summer League 2019 de Las Vegas avec les Pacers. Le 9 octobre 2019, il est libéré par les Pacers.
Le 26 octobre 2019, il rejoint les Mad Ants de Fort Wayne, l'équipe de G-League affiliée aux Pacers.

#### Mobis Phoebus (juin - déc. 2020)
Le 16 juin 2020, il signe avec le club coréen du Mobis Phoebus (en).

#### Retour aux Mad Ants de Fort Wayne (jan. - mars 2021)
Le 11 janvier 2021, il revient aux Mad Ants de Fort Wayne.

#### Rattlers de la Saskatchewan (mai - juin 2021)
Le 17 mai 2021, il signe avec le club canadien des Rattlers de la Saskatchewan.

#### Chorale Roanne Basket (2021-2023)
Le 9 juillet 2021, il signe en première division française à la Chorale Roanne Basket.

## Statistiques

### Universitaires
Les statistiques de JaKeenan Gant en matchs universitaires sont les suivantes :
| Saison    | Équipe    | Matchs | Titul. | Min./m | % Tir | % 3pts | % LF | Rbds/m. | Pass/m. | Int/m. | Ctr/m. | Pts/m. |
| --------- | --------- | ------ | ------ | ------ | ----- | ------ | ---- | ------- | ------- | ------ | ------ | ------ |
| 2014-2015 | Missouri  | 23     | 6      | 14,1   | 51,6  | 7,1    | 72,0 | 2,17    | 0,30    | 0,39   | 0,61   | 4,91   |
| 2015-2016 | Missouri  | 30     | 4      | 15,6   | 45,1  | 26,1   | 72,2 | 3,77    | 0,23    | 0,40   | 0,97   | 5,07   |
| 2016-2017 | N/A       | -      | -      | -      | -     | -      | -    | -       | -       | -      | -      | -      |
| 2017-2018 | Louisiane | 32     | 31     | 25,5   | 55,3  | 31,9   | 69,6 | 5,75    | 0,88    | 0,56   | 2,31   | 13,66  |
| 2018-2019 | Louisiane | 31     | 31     | 32,3   | 54,5  | 37,8   | 78,6 | 8,61    | 1,26    | 0,77   | 2,65   | 20,55  |
| Carrière  | Carrière  | 116    | 72     | 22,5   | 53,3  | 32,6   | 74,5 | 5,29    | 0,70    | 0,54   | 1,72   | 11,54  |

## Palmarès

### Distinctions personnelles
- 2× Sun Belt Defensive Player of the Year (2018, 2019)
- First-team All-Sun Belt (2019)
- Third-team All-Sun Belt (2018)
- Sun Belt Newcomer of the Year (2018)
- Mr. Georgia Basketball (2014)